# 高橋書店
株式会社高橋書店（たかはししょてん、英語: TAKAHASHI SHOTEN CO.,LTD.）は、東京都にある出版社・手帳メーカーである。

## 沿革
- 1939年 - 江東区にて「書籍取次ぎ業・高和堂」創業。
- 1949年 - 株式会社に改組。台東区に移転。
- 1952年 - 7月に出版部を創設。日記帳の製作開始。
- 1954年 - 7月、出版部を高和堂から独立し、株式会社高橋書店を設立。漫画部門としてすずらん出版社を設立。
- 1961年 - 9月、家計簿発刊。
- 1964年 - 生活・児童書籍を発刊。
- 1967年 - 4月、文京区音羽に高橋第1ビル（本社屋）完成する。
- 1990年 - 業務拡大に伴う増築完成。
- 1995年8月 - 編集部を各々日記事業部・一般書事業部・年度版事業部に分割しグループ会社 高橋編集企画株式会社と株式会社高橋編集事務所を設立
- 1996年 - 「第1回手帳大賞」コンクール開催。イッセー尾形出演のCMが放映される。
- 2000年 - ムック書籍「高橋の新生活提案シリーズ」創刊。
- 2001年 - 高橋のエコカレンダー発売。
- 2002年 - キャッチコピー「手帳は高橋」を制定。
- 2004年 - 文京区音羽に新社屋完成。
- 2008年 - グループ会社・株式会社高橋インターナショナルを設立
- 2019年 - 池袋サンシャイン60に移転。
- 2025年 - C&Rグループの一員となる[3]。

## テレビCM出演
- イッセー尾形
- レイザーラモンHG（2006年版）
- 高橋ジョージ（THE 虎舞竜）・三船美佳夫妻（2007年度版）
- 小島よしお（2008年版）
- 岡田武史（2011年版）
- 林修（予備校講師）、村田諒太（2013年版）
- 遠藤聖大[4]、松重豊(2015年版)
- 市川猿之助、高橋みなみ（2016年版）
- 春風亭昇太、柳家喬太郎（2017年版）
- 絢香（2019年版）
- 吉沢亮（2020年版）

## 手帳大賞
- 1996年から毎年行われている。
- 具体的には2部門があり
  - 「名言・格言部門」では、ふとした会話で思わず感心した言葉・メモに取りたくなった言葉・エピソードを募り、優秀作を商品化する。
  - 「商品企画部門」では、実際に高橋書店で商品化することを目的にした手帳や日記帳などのアイデアとその企画の意図を募集する。
- 最優秀賞として、「名言・格言部門」は「大賞」として50万円、「商品企画部門」では「最優秀企画賞」として30万円を贈呈する他、優秀賞など各賞が厳正な審査のもと決定される。
- また、商品企画の部において、商品化された場合企画者に著作権使用料金が別途支払われる。
- 「第15回手帳大賞｣は、15回目を記念し「名言・格言部門」の「大賞」には100万円が贈呈される。